# Aglaé et Sidonie
Pour les articles homonymes, voir Aglaé et Sidonie.
Aglaé et Sidonie est une série télévisée d'animation française en 65 épisodes de cinq minutes, créée par André Joanny et diffusée à partir du 27 février 1969 sur la première chaîne de l'ORTF dans l'émission pour enfants Émissions pour la jeunesse, ainsi que sur la deuxième chaîne en couleur dans le cadre de l'émission Colorix. La série a été ensuite rediffusée tout au long des années 1970 puis en 1983 sur TF1 dans l'émission Croque-vacances, en 1982 sur FR3 dans l'émission FR3 Jeunesse et le 7 janvier 1985 sur TF1. Rediffusion enfin au milieu des années 1990 sur Canal J entre autres.
Au Québec, elle est diffusée notamment à l'automne 1974 dans Bobino, et à l'été 1975 dans Allô grenouille sur Télévision de Radio-Canada.

## Genèse
La série est adaptée d’un conte de Guylaisne intitulé Les Aventures d'Aglaé et Sidonie, publié dans : Le Journal de Mireille, Nano et Nanette et Lisette, dans les années 1950[réf. souhaitée].
L'animation est réalisée image par image avec des figurines articulées, à la manière de la série d'animation Le Manège enchanté. Pour les gros plans, de vraies marionnettes ont été utilisées. Innovation : pour la première fois, les gueules/becs des personnages sont articulés et synchronisés avec la bande son.

## Synopsis
Dans une fermette vivent Aglaé, la jeune truie, et la petite oie Sidonie. Le renard Croquetou rôde autour de la ferme et aimerait bien faire son repas de ces deux appétissantes demoiselles. Mais comment s’en approcher sans donner l’alerte ? Croquetou a une idée : il va se déguiser. Heureusement, le coq Agénor, l’ami d’Aglaé et de Sidonie, est aux aguets et surveille la basse-cour d'un œil vigilant. Quant à Medor "le chien de la ferme", son nom est réglièrement évoqué afin de faire fuir Croquetou, mais on ne le voit jamais.

## Fiche technique
- Titre original : Aglaé et Sidonie
- Réalisateur : Jean-Marie Jack
- Scénaristes : André Joanny
- Maquettiste : Mado Batt-Moreau[3]
- Création des marionnettes : Louis Dumont[4]
- Décors : Louis Dumont
- Costumes : Mme Dumont
- Production :
- Sociétés de production :
- Musique : Pierre Arvay
- Pays d'origine : France
- Langue : français
- Nombre d'épisodes : 65
- Durée : 5 minutes (5 saisons)
- Dates de première diffusion :  France : 27 février 1969

## Distribution
- Catherine Arvay : Sidonie, l'oie (voix chantée)
- Lola Arvay : Sidonie, l'oie (voix parlée)
- Danielle Arvay : Aglaé, la truie
- Bernard Lavalette : Croquetou, le renard
- Robert Le Béal : Agénor, le coq (voix parlée)
- Pierre Loray : Agénor, le coq (voix chantée)

## Épisodes
À noter : Certains épisodes ont eu différents titres au fil des disques audio, des rediffusions télévisées et des rééditions en VHS et DVD.

### Saison 1
La première saison de la série a été détruite au cours des années 1970, dans l'incendie du laboratoire où étaient stockées les bandes de film.
1. Les Malheurs d'Aglaé et Sidonie
2. Une mauvaise rencontre
3. Croquetou se déguise
4. Le Fer à friser
5. Un curieux repas
6. La Déception de Croquetou
7. Une nombreuse famille (alias Une famille nombreuse et Une famille trop nombreuse)
8. Maître Cadichon (alias Le Problème)
9. La Ruse de Croquetou
10. Aglaé a disparu
11. Le Rêve d'Aglaé
12. Le Panier percé
13. Voyage dans la lune

### Saison 2
1. Le Renard dort (alias Le Marchand)
2. Le Renard est jardinier (alias Le Jardinier et Un jardinier pas très malin)
3. L’Épouvantail
4. Le Pique-nique
5. Le Renard et le miel (alias Le Miel et les abeilles)
6. Le Cuisinier (alias On demande un cuisinier et Le Dîner d'anniversaire)
7. Aglaé et Sidonie se révoltent (alias La Dispute et La Révolte)
8. On demande un gardien
9. Le Coq est souffrant
10. La Demande en mariage
11. La Confession de Croquetou
12. Aglaé et Sidonie montent en ballon (alias Le Ballon voyageur)
13. Aglaé et Sidonie partent en voyage (alias Les Vacances)

### Saison 3
1. Le Reporter
2. La Panne d'automobile
3. Croquetou est parti (alias La Promenade en forêt)
4. Aglaé veut maigrir
5. Le Langage des fleurs
6. Aglaé et Sidonie déménagent
7. Aglaé veut devenir vedette (alias La Vedette de cinéma)
8. Le Coq du clocher
9. Les Nuages
10. Aglaé et Sidonie parlent anglais
11. On nettoie le poulailler (alias Le Chien de ménage)
12. La Leçon de danse
13. Le Cirque (alias Le Clown)

### Saison 4
1. Aglaé est dans le vent (alias La Peinture)
2. La Lettre anonyme
3. Croquetou est pompier
4. Écho et compagnie
5. Aglaé et Sidonie désobéissent
6. L'Histoire du poulailler
7. Concours d'élégance
8. Le Sauveur (alias Agénor le sauveur)
9. Croquetou a peur
10. Aglaé et Sidonie partent en guerre
11. Le Cosmonaute
12. Le Petit Vin clairet
13. L'Invitation (alias Agénor se fâche)

### Saison 5
1. Une histoire de fantômes (alias Le Fantôme)
2. Le Chien de luxe
3. La Belle au bois dormant
4. Croquetou se révolte
5. La Grève de la faim
6. Colin-Maillard
7. Agénor n'est pas gentil
8. L'Anniversaire d'Agénor
9. L'Héritage
10. Agénor n'est pas content
11. Une mauvaise farce
12. Miss Truie
13. Aglaé et Sidonie font du sport

## Commentaires
Destinée aux tout-petits, cette série a connu le succès. Chaque épisode est agrémenté d'une chanson interprétée par l'un ou l'autre des quatre personnages. On trouve ainsi 65 chansons dont 36 différentes (générique de fin chanté inclus), réparties sur 26 thèmes musicaux (certains ont été utilisés plusieurs fois avec des paroles différentes).
Le sympathique générique interprété par Danielle et Catherine Arvay, est resté gravé dans la mémoire des jeunes téléspectateurs : À tous les enfants qui sont obéissants, nous allons dire au revoir en passant ; au revoir les amis, nous rentrons au pays, au pays d'Aglaé et Sidonie. La version originale de ce thème "Merry Ocarina" de Pierre Arvay a été utilisée dans le premier épisode de Lazor Wulf (en) en fond sonore.
La seule trace de la première saison disparue est le disque 33 tours (17 cm) Les Aventures d'Aglaé et Sidonie, publié par Adès en 1970, qui reprenait quatre épisodes de cette saison, dont celui de la rencontre entre Aglaé et Sidonie. On y remarque que la voix parlée de cette dernière était différente : il avait en effet été demandé à Lola Arvay de lui donner une voix fluette qui ne sera finalement pas retenue pour les saisons suivantes, Lola Arvay lui prêtant alors un ton plus naturel.

## Produits dérivés en France

### Livres
- Guylaisne : Aglaé et Sidonie : Une Famille trop nombreuse (ed. Hachette Gentil coquelicot - illustré relié, 1977)
- Guylaisne : Aglaé et Sidonie : Un Jardinier pas très malin (ed. Hachette Gentil coquelicot - illustré relié, 1977)
- Guylaisne : Aglaé et Sidonie : Le Chien de ménage (ed. Hachette Gentil coquelicot - illustré relié, 1977)
- Guylaisne : Aglaé et Sidonie : Le Pique-nique en ballon (ed. Hachette Gentil coquelicot - illustré relié, 1977)

### BD / Revues illustrées
- Aglaé et Sidonie : Plusieurs mini-albums publiés chez Gautier-Languereau dans les années 1970, par exemple On nettoie le poulailler.
- Aglaé et Sidonie : Collection semestrielle de Aglaé et Sidonie - Éditions SFPI - Publié par les éditions de l'occident ; paru de 1970 à 1976.
- Aglaé et Sidonie : 12 livrets illustrés - Éditions Jesco Imagerie, 1976.

### Disques
- 45 tours : Bande originale du feuilleton télévisé : Les Aventures d'Aglaé et Sidonie (1969)[6]
- 45 tours : Bande originale du feuilleton télévisé : Les aventures d'Aglaé et Sidonie + chansons (numéro de série : PM 908)
- 45 tours + un livre de bandes dessinées : Aglaé et Sidonie : Un jardinier pas très malin/Le pique-nique en ballon[7] et "Aglaé et Sidonie : Une famille trop nombreuse/Le chien de ménage)[8]
- 33 tours : Les disques illustrés de Aglaé et Sidonie - Comptines et boules de gommes (plusieurs volumes existent)[9]

### VHS/ DVD
DVD (d'après certains sites commerciaux les DVD originaux UFG semblent également avoir été édités par Kappa Éditions; apparence des DVD et codes EAN identiques en tous cas)
- Aglaé et Sidonie : 3 histoires (Éditeur: UFG, 2004. Échantillon promotionnel) -  (EAN 3541351961994)
- Aglaé et Sidonie : Bienvenue à la ferme ! (Éditeur: UFG, 2004) -  (EAN 3541351961659)
- Aglaé et Sidonie : Les bêtises de Croquetou (Éditeur : UFG, 2004) -  (EAN 3541351961949)
- Aglaé et Sidonie : Les jeux d'Aglaé et Sidonie (Éditeur : UFG, 2005) -  (EAN 3541351962168)
- Aglaé et Sidonie : Agenor, un coq en or (Éditeur : UFG, 2004) -  (EAN 3541351963004)
- Les Aventures d'Aglaé et Sidonie (Éditeur : UFG, 2004) -  (EAN 3541351962960)

### CD
- Aglaé et Sidonie : Chantons à la ferme - livre + 1 CD audio
- Aglaé et Sidonie : Mes jolies chansons - livre + 1 CD audio  (ISBN 9782353450350)
- Aglaé et Sidonie : 40 comptines (Album de 2 CD)
- Aglaé et Sidonie : Les aventures d'Aglaé et Sidonie (épisodes transposés sur CD, UFG)
- Aglaé et Sidonie : Bienvenue à la ferme (épisodes transposés sur CD, UFG)
- Aglaé et Sidonie : 25 mélodies pour les tout-petits (cassette et CD, Polygram)

### Jouets
- Parmi les divers objets dérivés, les figurines en caoutchouc de la marque Pouet Delacoste[10].
- En 1994, des fèves en porcelaine de la série ont été commercialisées.
- En 1969, 1 pochette contenant 3 disques pour visionneuse 3D View-Master a été disponible.